# Système financier
 (février 2015).
Si vous disposez d'ouvrages ou d'articles de référence ou si vous connaissez des sites web de qualité traitant du thème abordé ici, merci de compléter l'article en donnant les références utiles à sa vérifiabilité et en les liant à la section « Notes et références ».
Le système financier est un ensemble d'établissements financiers qui échangent des fonds via une organisation relativement informelle : le financement indirect, comme le crédit bancaire ou les marchés financiers.

## Concept

### Fonctionnement
Le système financier est l'ensemble des institutions financières et péri-financières qui, grâce à des marchés, assurent la mise en relation et l'adéquation entre l'offre et la demande de financements. Un système financier efficace est nécessaire pour faire fonctionner l'économie réelle. Il est ainsi « le carburant d'une économie en mouvement ».
Le système financier permet aux entreprises de se financer lorsqu'elles ne recourent pas à l'autofinancement (financement sur fonds propres). Elles peuvent choisir le financement direct, en émettant des actifs financiers, ou indirect, via l'intermédiation bancaire. La banque financera alors l'entreprise grâce à des dépôts ou grâce à une création de crédit.

### Régulation
Parce que le système financier comporte des risques systémiques, ses établissements et son fonctionnement sont régulés par la voie des lois, par des accords internationaux, et, plus pratiquement, par la banque centrale et les autorités financières. 
Malgré ces régulations, le système financier est, pour certains économistes, intrinsèquement instable. Pour Hyman Minsky, le cycle du crédit cause une alternance entre des moments de stabilité et d'instabilité ; il fait ainsi l'hypothèse d'une instabilité financière.
La confiance et la réputation au sein du système financier jouent des rôles très importants dans la stabilité et l'instabilité de ces systèmes. Les dérèglements des systèmes financiers peuvent entraîner des troubles, comme la crise financière de 2007 à 2011.
La spéculation repose essentiellement sur l'effet de levier.

## Système financier et système économique
Le système financier et le système économique semblent indissociable en ce que l'un permet de financer le deuxième. Dans une note longue de 2021, la Direction générale du Trésor souligne que le système financier précède le capitalisme, car, dès le XVIe siècle, on trouve en Europe, des modes de financement bancaire complexes.